# Конгресът (филм)
„Конгресът“ (на английски: The Congress) е научнофантастичен драматичен филм от 2013 г.
Сценарист и режисьор е Ари Фолман. Първата част на филма е игрална, а втората се развива 20 години в бъдещето, е преобладаващо анимационна и е вдъхновена от романа „Конгрес по футурология“ (Kongres futurologiczny, 1971) на Станислав Лем. Премиерата е на 16 май 2013 г. на кинофестивала в Кан, а в България филмът е показан в рамките на Киномания 2013. „Конгресът“ печели Европейска филмова награда за най-добър анимационен филм.

## Актьорски състав
| Актьор          | Роля                  |
| --------------- | --------------------- |
| Робин Райт      | Робин Райт            |
| Дани Хюстън     | Джеф Грийн            |
| Харви Кайтел    | Ал                    |
| Пол Джиамати    | д-р Баркър            |
| Джон Хам        | Дилън Трулинер (глас) |
| Коди Смит-Макфи | Арън Райт             |
| Сами Гейл       | Сара Райт             |